# Cyrille Van Overbergh
Cyrille Justin Médard Van Overbergh (Kortrijk, 7 maart 1866 - Elsene, 31 maart 1959) was een Belgisch socioloog en katholiek politicus. Hij publiceerde talrijke studies over het marxisme, was een gezaghebbend figuur binnen de christelijke arbeidersbeweging, was senator en werd in 1934 benoemd tot minister van staat.

## Levensloop

### Opleiding en parlementair medewerker
Hij was de zoon van de Kortrijkse handelaar Charles Van Overbergh en werd van thuis uit opgevoed in het Frans. Van Overbergh voltooide het middelbaar onderwijs aan het jezuïetencollege Notre-Dame van Doornik. In 1889 behaalde hij aan de Katholieke Universiteit Leuven het doctoraat in de rechten. Reeds tijdens zijn studies maakte hij aan de rechtsfaculteit deel uit van de Conférence d'économie sociale die was opgericht door Victor Brants. Hij werkte er samen met onder meer Jean-Baptiste de Ghellinck d'Elseghem, Maurice Houtart en Prosper Poullet om er de sociaal-economische vraagstukken van die tijd te bespreken. Tegelijkertijd werkte Van Overbergh onder leiding van professor Joris Helleputte aan een studie over het sociaal katholicisme in het buitenland.
Reeds tijdens zijn studententijd wierp Van Overbergh zich op als verdediger van de arbeiders en de vrouwen. Samen met Brants en Helleputte was hij een van de voortrekkers van het corporatisme. In 1887 was hij de mede-oprichter van de Gilde van Ambachten en Neringen te Brugge. Vier jaar later was hij eveneens mede-oprichter van de gilde van zijn geboortestad die hij uitbouwde naar het voorbeeld van de Leuvense gilde van Helleputte.
Nadat hij zijn doctoraat behaalde vestigde hij zich als advocaat aan de Leuvense balie waar hij stagiair werd van Frans Schollaert, de schoonbroer Helleputte. Beiden waren eveneens volksvertegenwoordiger en als jonge medewerker werd Van Overbergh betrokken bij het politieke en sociale werk van de twee politici. Hij werd commissaris bij de Leuvense volksbank die door Helleputte was opgericht en was betrokken bij de oprichting van de Boerenbond in 1890. Het jaar nadien ondernam hij studiereizen naar onder meer Duitsland, Frankrijk en Engeland om er het sociaal katholicisme verder te bestuderen. In 1892 werd hij benoemd tot arrondissementscommissaris van zijn geboortestad Kortrijk, een functie die hij slechts twee jaar uitoefende.

### Topambtenaar in Brussel
In 1894 ging Van Overbergh naar Brussel waar hij kabinetschef werd van minister van Justitie Victor Begerem in de regering-De Burlet. Het jaar nadien droeg eerste minister Jules de Burlet, die eveneens minister van Binnenlandse Zaken was, zijn ministerie over aan Frans Schollaert en Van Overbergh verhuisde prompt van het ministerie van Justitie naar dat van Binnenlandse Zaken. Hij bleef kabinetschef tot in 1899 en werd het jaar nadien directeur-generaal voor het Hoger onderwijs, de Kunsten en de Wetenschappen. Hij had een belangrijk aandeel in de oprichting van de Wereldschool te Tervuren door koning Leopold II, waar missionarissen, militairen en ambtenaren werden voorbereid op de kolonisatiewerk in Kongo-Vrijstaat. Van Overbergh was secretaris-generaal van het Internationaal Congres voor Economische Expansie dat in 1905 in Bergen plaatsvond. Hier werden onderwijshervormingen besproken, aangepast aan nieuwe vormen van internationale samenwerking.
Toen Schollaert in 1908 premier van België werd, werd Van Overbergh een van zijn belangrijkste adviseurs. Hij had een grote deskundigheid opgebouwd inzake Congo en hield zich bezig met de voorbereiding van de annexatie. In 1910 werd hij benoemd tot secretaris-generaal op het Ministerie van Kunsten en Wetenschappen dat op dat ogenblik eveneens in handen kwam van eerste minister Schollaert.

### Van Belgische Volksbond naar ACW
Na de val de regering-Schollaert in 1911 richtte Van Overbergh zich op de Belgische Volksbond, het katholieke werknemersverbond dat na Rerum Novarum in 1891 was opgericht door Helleputte. Hij was al sinds 1900 lid van het bestuur en nam in 1912 de leiding in handen van het studiecomité waar hij zich inzette voor het algemeen stemrecht zowel voor mannen als vrouwen. Hij was medestichter van de Ligue Catholique du Suffrage Féminin waar hij voluit actie voerde om het vrouwenkiesrecht af te dwingen. Verder voerde hij campagne voor de gelijke rechten voor het vrije en het officiële onderwijs, de leerplicht, de huisvesting en militaire kwesties waarbij hij steeds vooruitstrevende standpunten innam. Hij werd adviseur van het Algemeen Secretariaat der Christene Vrouwenvakverenigingen van België dat in 1912 gesticht was.
In 1918 werd Van Overbergh secretaris van de Belgische Volksbond. Door de opkomst van de vakbonden, het overlijden van voorzitter Arthur Verhaegen en het feit dat Gustaaf Eylenbosch zich uit de Belgische Volksbond terugtrok, had deze geen overlevingskans. Van Overbergh zorgde in 1920 mee voor de ontbinding van de bond en werd secretaris van het Algemeen Christen Democratisch Verbond dat slecht een kort leven beschoren was. Hij bleef ijveren voor een opvolger van de Volksbond en stond in 1921 mee aan de wieg van het Algemeen Christelijk Werknemersverbond (ACW). Hij nam het secretariaat van het voorlopige bestuur waar tot aan de eerste statutaire verkiezingen in 1923.

### Politieke carrière
Van Overbergh ging pas vrij laat in de politiek. In 1921, op 55-jarige leeftijd, werd hij provinciaal senator voor de provincie Brabant. Samen met hem kwamen ook kanunnik Pieter-Jan Broekx en pater Georges Rutten, allebei eveneens actief in de christelijke arbeidersbeweging, in de Senaat. Hij werd onmiddellijk verkozen tot voorzitter van een kleine christendemocratische senaatsgroep en bleef dit tot 1932, toen hij voor vier jaar ondervoorzitter werd van de Senaat. Hij was er actief als financieel rapporteur en onder de regering-De Broqueville IV (1932-1934) was hij een vurig verdediger van de deflatiepolitiek van de regering. Wegens zijn verdiensten hiervoor werd hij in 1934 benoemd tot minister van staat. In 1936 werd hij fractievoorzitter van de Katholieke Partij in de Senaat en bleef op post tot in 1946. De pas opgerichte CVP bleef hem ook dan nog op 80-jarige leeftijd voordragen als provinciaal senator. Hij bleef nadien nog zes jaar, tot in 1952, lid van de Hoge Vergadering. In totaal was hij gedurende 31 jaar provinciaal senator geweest.
Van Overbergh is echter nooit minister geweest. In 1925 werd hij gevraagd om Paul Tschoffen op te volgen als minister van Justitie maar omwille van de slechte financiële toestand verkoos regeringsleider Poullet ervoor om het ministerie zelf te gaan leiden. Bij de vorming van de regering-Van Zeeland I in maart 1935 werd hij door formateur Paul van Zeeland gevraagd om een ministerpost te bekleden maar Van Overbergh weigerde omdat hij als tegenstander van de devaluatie van de Belgische frank, die in het regeerakkoord ingeschreven stond, niet kon instemmen met het regeringsbeleid. Bij de vertrouwensstemming van de nieuwe regering onthield hij zich dan ook.

## Publicaties (selectie)
- Les inspecteurs du travail dans les fabriques et les ateliers. Etudes d'èconomie sociale, Leuven, 1893
- Dans le Levant: En Grèce et en Turquie, Brussel, 1899
- L'aventure du Sénégal. Mémoire d'un rescapé, Brussel, 1901
- La grève générale belge d'avril 1902, Brussel, 1902
- La phase actuelle de la réforme de la bienfaisance en Belgique, Brussel, 1903
- La Carmélite, Brussel, 1903
- La classe sociale, Brussel, 1905
- La réforme de l'enseignement, 1906 (twee delen)
- In de Collections de monographies ethnographiques verschenen vier studies van zijn hand: Les Bangala (1907), Les Mayombe (1907), Les Basonge (1908) en Les Mangbetu (1909)
- In de reeks Enquête sur les systèmes de sociologie générale verschenen twee studies: Lester Ward (1907) en Guillaume De Greef (1909)
- Les nègres d'Afrique, Brussel, 1913
- La grève générale belge en 1913, Brussel, 1914
- Le vote des femmes à la commune, Brussel, 1914
- Gabrielle Petit, héroïne nationale, Brussel, 1919
- Une Carmélite d'aujourd'hui, Mère Madeleine de Jésus (1862-1946), Brussel, 1950
- Le marxisme. Critique de ses huit caractères fondamentaux, Brussel, 1950
- In de reeks Collection d'études marxistes verschenen drie studies van zijn hand: Marx. Sa vie et son œuvre (1948), Marx. Critiques de son économie politique (1949) en Marx. Critique de sa guerre de classe (1951)